# Ossela
Ossela é uma povoação portuguesa sede da Freguesia de Ossela do Município de Oliveira de Azeméis, freguesia com 17,89 km² de área e 1918 habitantes (de acordo com o censo de 2021), tendo, por isso, uma densidade populacional de 107,2 hab./km².
A paisagem rural de Ossela e o Rio Caima fazem desta terra um ponto turístico na região. Apesar da sua ruralidade, a freguesia possui boas ligações rodoviárias para as cidades vizinhas de Oliveira de Azeméis (sede do município) e Vale de Cambra, através da E.N. 224 (via rápida) mas também para o resto da Área Metropolitana do Porto através da A32 (autoestrada), cujo nó se localiza nos limites da freguesia.

## Demografia
A população registada em Ossela nos censos foi:
| Distribuição da População por Grupos Etários | Distribuição da População por Grupos Etários | Distribuição da População por Grupos Etários | Distribuição da População por Grupos Etários | Distribuição da População por Grupos Etários |
| -------------------------------------------- | -------------------------------------------- | -------------------------------------------- | -------------------------------------------- | -------------------------------------------- |
| Ano                                          | 0-14 Anos                                    | 15-24 Anos                                   | 25-64 Anos                                   | > 65 Anos                                    |
| 2001                                         | 445                                          | 397                                          | 1331                                         | 365                                          |
| 2011                                         | 283                                          | 270                                          | 1221                                         | 434                                          |
| 2021                                         | 201                                          | 193                                          | 1014                                         | 510                                          |

## Pessoa(s) notáveis
- Ferreira de Castro, escritor renomeado natural da aldeia de Salgueiros

## Património
- Castro de Ossela
- Casa Museu Ferreira de Castro (Rua Escritor José Maria Ferreira de Castro[5])
- Biblioteca de Ossela
- Os Pucareiros de Ossela
- Igreja de São Pedro (nova matriz)
- Capelas de Santo António e do Mosteiro
- Cruzeiro
- Casa de Paçô com capela
- Casa da Carreira
- Várias pontes, nomeadamente a dos Cadeados, Castro das Baralhas e a mais notável, Ponte Nova
- Lugares de Carvalhosa, Bustelo do Caima, Vermoim, Selores
- Área natural do Pedregolhal

## Associações
- Associação Ecológica de Caça e Pesca de Ossela
- Associação de Pais e Encarregados de Educação das Escolas e dos Jardins-de-Infância de Ossela
- Centro de Estudos Ferreira de Castro
- Comissão de Festas e Animação Cultural de São Pedro de Ossela
- COMOSSELA - Comissão de Melhoramentos de Ossela
- Os Pauliteiros de Ossela
- Casa do Benfica (particular)